# ホップスコッチ/或るエリート・スパイの反乱
ホップスコッチ/或るエリート・スパイの反乱（あるエリート・スパイのはんらん、原題：Hopscotch）は、1980年に公開されたアメリカ合衆国のスパイ・コメディ映画。監督はロナルド・ニーム、主演はウォルター・マッソー。日本では劇場未公開で、東北新社/キングレコードからVHSが発売されたほか『ホップスコッチ・CIAを震撼させた男』という題でテレビ放送された。

## 概要
ブライアン・ガーフィールドが1975年に発表した同名の小説の映画化。ガーフィールドは映画化の為に6年の歳月をかけて26種類以上の草稿を書き上げている。また、本作でマッソーがゴールデングローブ賞の主演男優賞（ミュージカル・コメディ部門）にノミネートされた。
タイトルの「ホップスコッチ」とは、いわゆるケンケンパのことである。

## あらすじ
ミュンヘンのオクトーバーフェストで、ベテランCIA捜査官マイルズはマイクロフィルムがKGBのヤスコフの手に渡るのを阻止し、工作員を次々と検挙していった。だが彼はヤスコフを逮捕しなかったことを理由に、上司のマイヤーソンからデスクワークへの配置換えを命令される。
マイルズはこの状況を受け入れず、行動を起こす。関係書類を全て破棄し、CIAを退職。かつての恋人イゾベルを訪ねるためにザルツブルクへ飛ぶ。事情を察したヤスコフはマイルズに会い、KGBへの亡命を誘うが拒否される。
「回顧録でも書くのか」と皮肉るヤスコフの言葉を聞いたマイルズは、CIAやスパイ業界の内幕を赤裸々に暴露する小説の執筆を開始し、最初の章の内容を各国の諜報機関に送り付ける。マイルズの小説の執筆を知ったCIAは、彼を止めようと動き出すのだった。

## キャスト
※括弧内は日本語吹替
- マイルズ・ケンディグ：ウォルター・マッソー（神山卓三）
- イザベル・フォン・シェーネンベルク：グレンダ・ジャクソン（宗形智子）
- ジョー・カッター：サム・ウォーターストン（千田光男）
- G・P・マイヤーソン：ネッド・ビーティ（飯塚昭三）
- ミハイル・ヤスコフ：ハーバート・ロム（北村弘一）

- レナード・ロス：デヴィッド・マッソー
- パーカー・ウェストレイク：ジョージ・ベイカー
- ラドラム：アイヴァー・ロバーツ
- カーラ・フレミング：ルーシー・サローヤン
- リロイ・マドックス：セヴァーン・ダーデン
- 聖ブレヘレト：ジョージ・プラウダ
- アルフィー・ブッカー：マイク・グウィリム
- トービン：テリー・ビーバー
- クラウゼン：レイ・チャールソン
- フォレット：ダグラス・ダークソン
- 入国審査官：ジェレミー・ヤング
- 警備員：ジョー・ドーシー
- ジャイルズ・チャーターメイン卿：アラン・カスバートソン

## 製作

### 構想
この映画は当初、小説のようなスリラー作品になる予定で、ウォーレン・ビーティとジェーン・フォンダが出演することになっていた。しかし、ビーティがワーナー・ブラザーズと対立したために頓挫した。

### キャスティング
ホロコーストで多くの親族を失ったユダヤ人のマッソーは、当初ドイツでのロケを拒否していたが、ニームがマッソーの息子デヴィッドと継娘のルーシーを映画に出演させることで、マッソーが譲歩した。

### 撮影
「ホップスコッチ」の撮影は、イギリスのロンドン、フランスのマルセイユ、バミューダ、ワシントンD.C.、ジョージア州のサバンナ・アトランタ、当時の西ドイツのミュンヘンなど、ヨーロッパとアメリカの多くの場所で行われた。また、冒頭のオクトーバーフェストは演出ではなく、実際に開催されていた中で8台のカメラを隠して撮影を行った。

### 演出
マッソーには国務省から「本物のパスポート」が発行されており、彼が複数の国を行き来する際に使う偽名のパスポートが発行されている。パスポートはその機密性から、使用しないときは制作会社の金庫に保管され、撮影終了後、パスポートはワシントンD.C.の国務省に手渡しで返された。